# Le Roi des singes bat le démon de l'os blanc
Pour plus de détails, voir Fiche technique et Distribution.
Le Roi des singes bat le démon de l'os blanc (chinois : 孙悟空三打白骨精 ; pinyin : Sūn wùkōng sāndá báigǔ jīng ; litt. « Sun Wukong bat trois fois l'esprit d'os blanc ») est un long métrage cinématographique d'opéra réalisé par Yang Xiaozhong (it) (杨小仲) et Yu Zhongying (俞仲英) en 1960 (ou 1962), adaptation du roman chinois La Pérégrination vers l'Ouest ou Le Voyage en Occident,,.
Le titre original décrit que le personnage principal, Sun Wukong, bat par trois fois l'esprit d'os blanc, c'est une référence à ce qui est désigné dans la culture bouddhique par les « trois poisons » (三毒), l'avidité, la colère et la folie, qui sont représentés par ce démon.
Le titre original est réutilisé dans la version originale de The Monkey King 2 : chinois : 西游记之孙悟空三打白骨精.

## Fiche technique
- Titre : Le Roi des singes bat le démon de l'os blanc
- Titre original : 孙悟空三打白骨精 (Sūn wùkōng sāndá báigǔ jīng)
- Réalisation : Yang Xiaozhong (it) et Yu Zhongying
- Scénario :
- Pays :  Chine
- Genre : Fantasy
- Durée :
- Date de sortie : 1960 ou 1962

## Distribution
Les principaux acteurs sont :
- Liu Lingtong : Sun Wukong
- Qi Lingtong : Zhu Bajie
- Xiao Changshun : Tang Seng